# 索伦共和国
索伦共和国（1929年12月17日—1930年1月13日）是中华民国大陆时期的一个割据政权。中东路事件后期，苏联红军于1929年11月24日晚占领海拉尔，东北军任命的地方政府人员逃离。暂住在蒙古人民共和国的呼伦贝尔青年党领导人福明泰，发动该党的成员和支持者，集结成2000余人的军队，于25日4时进驻海拉尔。12月17日，索伦共和国政府委员会（又称“海拉尔蒙古政府”）宣布成立，委员会有7名委员；其中，内蒙古3人（包括福明泰），苏联2人，外蒙古1人；福明泰任主任委员。政府委员会下设政务部、外交部、军事部、财政部。12月22日，中华民国国民政府和苏联政府签订《伯力草约》。1930年1月3日，苏联撤军；13日，索伦共和国政府委员会自行解散。